# Стрілечий (острови)
Стріле́чий — система островів на Дніпрі, розташована у районі Кременчука.

## Опис
Острови мають довжину близько 3,7 км, ширину — 1,9 км, та площу близько 450 га.

## Острови системи

### Стрілечий-2
Довжина 2 км, ширина 490 м, площа 68 га.

### Стрілечий-4
Довжина 3,18 км, ширина 1,5 км, площа 222 га.